# Kirsten Madsdatter
Kirsten Madsdatter, död 1613, var kung Kristian IV av Danmarks älskarinna, och mor till en av hans tre erkända oäkta söner, Christian Ulrik Gyldenløve.
Madsdatter kan ha varit dotter till Köpenhamns borgmästare Mathias Hansen, och var kammarjungfru åt drottning Anna Katarina.